# Kobierno (powiat krotoszyński)

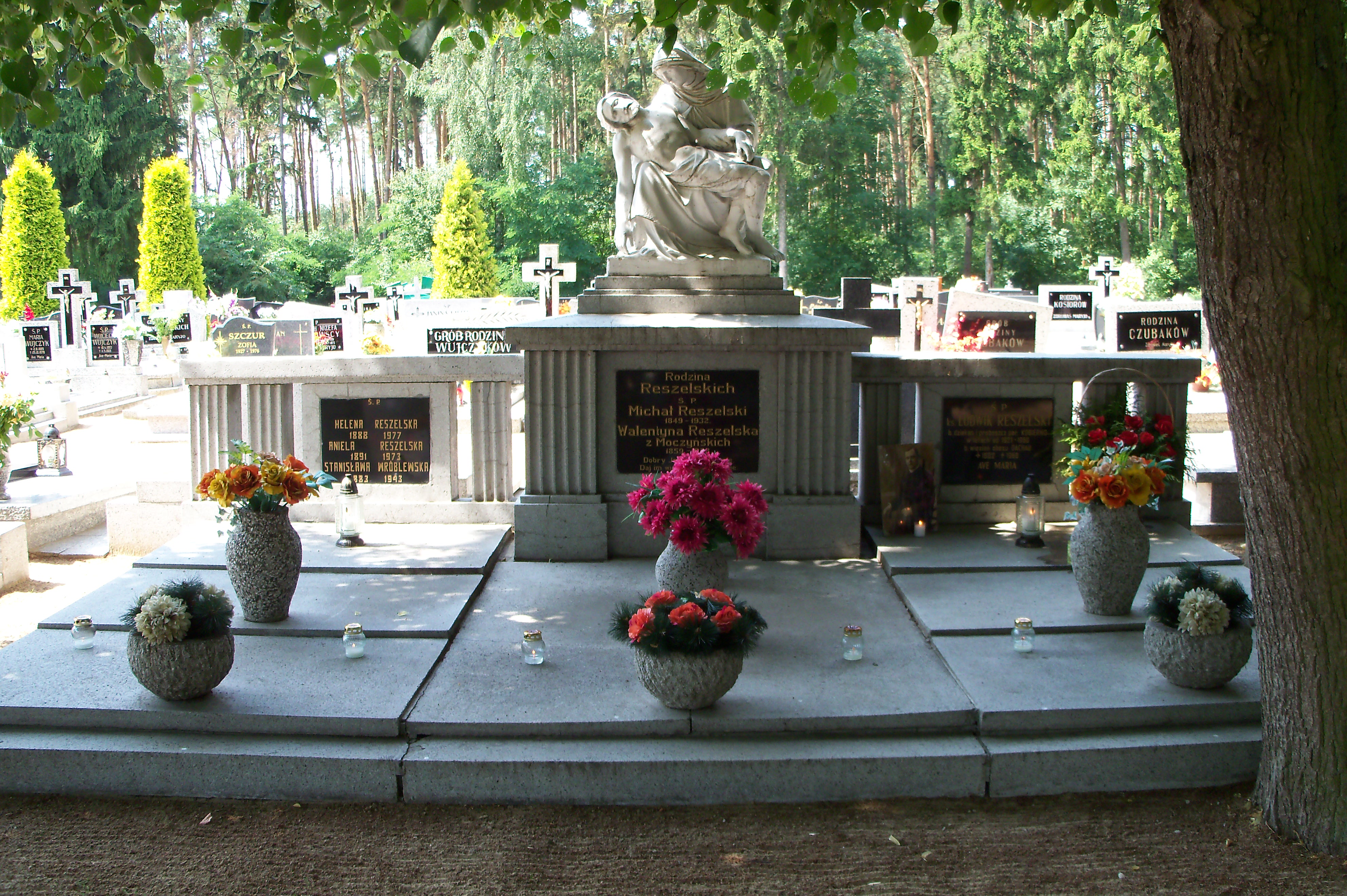
Grobowiec rodziny Reszelskich w Kobiernie

Kobierno – wieś w Polsce położona w województwie wielkopolskim, w powiecie krotoszyńskim, w gminie Krotoszyn, około 4 km na północny wschód od Krotoszyna, przy drodze powiatowej Krotoszyn-Raszków.

## Części wsi
| SIMC    | Nazwa                | Rodzaj    |
| ------- | -------------------- | --------- |
| 0201922 | Gacki                | część wsi |
| 0201939 | Parcele              | część wsi |
| 0201945 | Pustkowie Kobierskie | część wsi |

## Historia
Kobierno należy do najstarszych miejscowości powiatu krotoszyńskiego, wzmiankowano o nim już w XIII wieku jako posiadłości rycerskiej. W 1292 roku odbył się w Kobiernie zjazd dostojników książęcych, którzy zgromadzili się tu, aby radzić o zjednoczeniu rozbitej dzielnicowo Polski. Kobierno musiało być wielką i dostatnią osadą. Kobierno wraz z Tomnicami, Dąbrową, Durzynem, Biadkami i Gorzupią stanowiły pierwotnie jeden kompleks, jeden klucz. Właścicielem tego klucza był Maćko Borkowic, któremu nadał go wraz z dobrami koźmińskimi w 1338 roku król Kazimierz Wielki w nagrodę za zasługi wojenne. Po Maćku dzieje Kobierna łączyły się z losami dóbr krotoszyńskich, których Kobierno stało się częścią. W 1520 roku Kobierno zostaje włączone do posiadłości Hieronima Rozdrażewskiego.
Miejscowość leżała w obrębie księstwa krotoszyńskiego (1819-1927), którym władali książęta rodu Thurn und Taxis. W okresie Wielkiego Księstwa Poznańskiego (1815-1848) miejscowość wzmiankowana jako Kobierna należała do wsi większych w ówczesnym pruskim powiecie Krotoszyn w rejencji poznańskiej. Kobierna należała do okręgu krotoszyńskiego tego powiatu i stanowiła odrębny majątek, którego właścicielem był wówczas książę Maximilian Karl von Thurn und Taxis. Według spisu urzędowego z 1837 roku wieś liczyła 342 mieszkańców, którzy zamieszkiwali 39 dymów (domostw).
W latach 1954–1959 wieś należała i była siedzibą władz gromady Kobierno, po jej zniesieniu w gromadzie Krotoszyn-Południe. W latach 1975–1998 miejscowość należała administracyjnie do województwa kaliskiego.

## Kościół pw. św. Wojciecha
Kościół pw. św. Wojciecha został zbudowany w latach 1881-1885 w stylu neogotyckim. Jest murowany, nie tynkowany, jednonawowy z węższym i niższym prezbiterium od strony wschodniej, wieżą o spiczastym zwieńczeniu od strony zachodniej, z dwoma zakrystiami i dwoma kruchtami. Dach został pokryty czerwoną dachówką, a wieża białą blachą. Dobrodziejem kościoła był ks. fundator Karol Ludwik Seliger (1808-1868), proboszcz w latach 1838-1868 oraz parafia. Budowę kościoła nadzorował jego następca ks. Leonard Wilhelm Sprenger (1838-1895), proboszcz w latach 1868-1895. Wykończeniem wnętrza kościoła zajął się kolejny następca ks. prof. Onufry Jaworski (1855-1916), proboszcz w latach 1895-1916. Wyposażenie wnętrza utrzymane jest w stylu neogotyckim. Świątynia posiada ołtarz główny i dwa ołtarze boczne. Ołtarz główny pw. Najświętszej Maryi Panny jest drewniany,polichromowany i złocony. Bardzo bogato zdobiony, z dużą ilością drewnianych wieżyczek. Wykonany został po 1883 roku, o wysokości około 9 metrów. Ołtarz ten jest architektoniczny, pięcioosiowy, ze smukłymi filarkami i osiach zwieńczonych rodzajem baldachimów ze strzelistymi, ażurowymi pinaklami, dekorowanymi kwiatonami. Ołtarz posiada pełnoplastyczne umieszczone pod baldachimami i zbliżone do naturalnej wielkości figury św. Wawrzyńca, św. Szczepana oraz w zwieńczeniu ołtarza patrona kościoła św. Wojciecha i dwie figury aniołów. W nastawie ołtarzowej umieszczony jest obraz z cudownym wizerunkiem Matki Bożej Szkaplerznej nazywanej Madonną Kobierską. Ołtarze boczne są drewniane, polichromowane i złocone. W centrum ołtarza prawego znajduje się namalowany na płótnie obraz św. Wojciecha w stroju biskupim, z pastorałem i wiosłem w ręku. W ołtarzu umieszczono również figury św. Antoniego Padewskiego z Dzieciątkiem, św. Stanisława Kostki z Dzieciątkiem oraz św. Józefa z Dzieciątkiem. Przed tabernakulum ustawiono figurkę małego Pana Jezusa stojącego na kuli i trzymającego krzyż. Obok ołtarza umieszczono obraz Jezusa Miłosiernego namalowanego przez Adolfa Hyłę, autora znanego na świecie wizerunku Jezusa Miłosiernego z Łagiewnik. W centrum ołtarza lewego znajduje się namalowany na płótnie obraz św. Michała Archanioła. Na tle górzystego krajobrazu widoczny jest św. Michał stojący w zbroi i depczący smoka. W ołtarzu umieszczono również figury św. Barbary i św. Jadwigi Śląskiej. Przed tabernakulum ustawiono figurkę Najświętszego Serca Pana Jezusa. Obok ołtarza umieszczono obraz św. Teresy od Dzieciątka Jezus.

### Proboszczowie parafii Kobierno
- Ks. Tomasz Wolnicki od 1609
- Ks. Adam Borsenius do 1618
- Ks. Szymon Cristeciusz 1618–1630
- Ks. Tomasz Gorcensis 1630–1649
- Ks. Wojciech Kazimierz Zdzarski 1649–1667
- Ks. Henryk Wojciech Weis 1668–1685
- Ks. Jan Weis 1685–1694
- Ks. Maciej Antoni Cywkiewicz 1696–1709
- Ks. Paweł Woziwodzki 1709–1717
- Ks. dziekan Wojciech Michał Odorski 1717–1760
- Ks. Antoni Poradowski 1760–1770
- Ks. Andrzej Dolegalski 1771–1789
- Ks. Walenty Domaradzki 1790–1837
- Ks. fundator Karol Ludwik Seliger 1838–1868
- Ks. Leonard Wilhelm Sprenger 1868–1895
- Ks. prof. Onufry Jaworski 1895–1916
- Ks. Kazimierz Pankowski 1916–1921
- Ks. dziekan Ludwik Reszelski 1921–1960
- Ks. mgr Tadeusz Biela 1960–1993
- Ks.Ryszard Dziamski 1993-2024
- ks. Eugeniusz Walczak

## Zabytki
- dwór z połowy XIX wieku,
- trzy domy drewniane konstrukcji sumikowo-łątkowej,
- kościół neogotycki z 1885 roku, z dwoma dzwonami z lat 1508 i 1634.

Do rejestru NID wpisany jest kościół parafialny pw. św. Wojciecha wraz cmentarzem kościelnym oraz ogrodzeniem murowanym i bramami - pod nr. rej. 702/Wlkp/A z 8.08.2008.

## Przyroda
- Obszar chronionego krajobrazu Dąbrowy Krotoszyńskie Baszków-Rochy.

## Urodzeni w Kobiernie
- Bonifacy Bałdyk – polski działacz społeczny i polityczny, działacz plebiscytowy, uczestnik powstań śląskich, komisaryczny burmistrz Żor, poseł na Sejm w II RP i Sejm Śląski[8].